# بن سالم
بِن سَالِم (كان اسمها سِيدِي عَلي بِن سَالِم) قرية تقع بمعتمدية الشبيكة بولاية القيروان من الوسط التونسي، جنوب مدينة الشبيكة. ترقيمها البريدي هو 3112، وهي مركز عمادة.